# Тривандрам (аэропорт)
Международный аэропорт Тривандрам (малаялам: തിരുവനന്തപുരം വിമാനത്താവളം англ. Trivandrum International Airport) (ИАТА: TRV, ИКАО: VOTV) — первый международный аэропорт, расположенный в Керала, Индия. Это второй по загруженности аэропорт в Керала Расположен в 6 км от городского центра Тривандрам и в 16 км от курорта Ковалам.
Аэропорт был создан в 1932 году как часть Аэроклуба Кералы (по инициативе полковника Года Варма Раджа). Международные рейсы (авиакомпании Air India) в города Ближнего Востока, в том числе Дубай, Абу-Даби, Маскат, Доха, Кувейт, Бахрейн и Дархан были открыты во второй половине 1970-х и в начале 80-х годов. Вскоре в аэропорту стали обслуживаться авиакомпании Air Lanka и Air Male. 1 января 1991 года аэропорт стал международным, став первым аэропортом Индии вне столичных городов.
Из Международного аэропорта Тривандрам совершаются прямые рейсы во многие зарубежные аэропорты, такие как Кувейт, Дубай, Сингапур, Мале, Коломбо, Шарджа, Маскат, Бахрейн, Катар, Джедда и Абу-Даби. Внутренние рейсы совершаются в Ченнаи, Дели, Мумбаи, Хайдарабад, Гоа и Бангалор. Аэропорт используется для транзита на Шри-Ланку и Мальдивские острова, а также в страны Ближнего Востока и Юго-восточной Азии.

## Планы развития
Работа над проектированием нового, третьего терминала для обслуживания увеличивающегося международного трафика началась в 2006 году

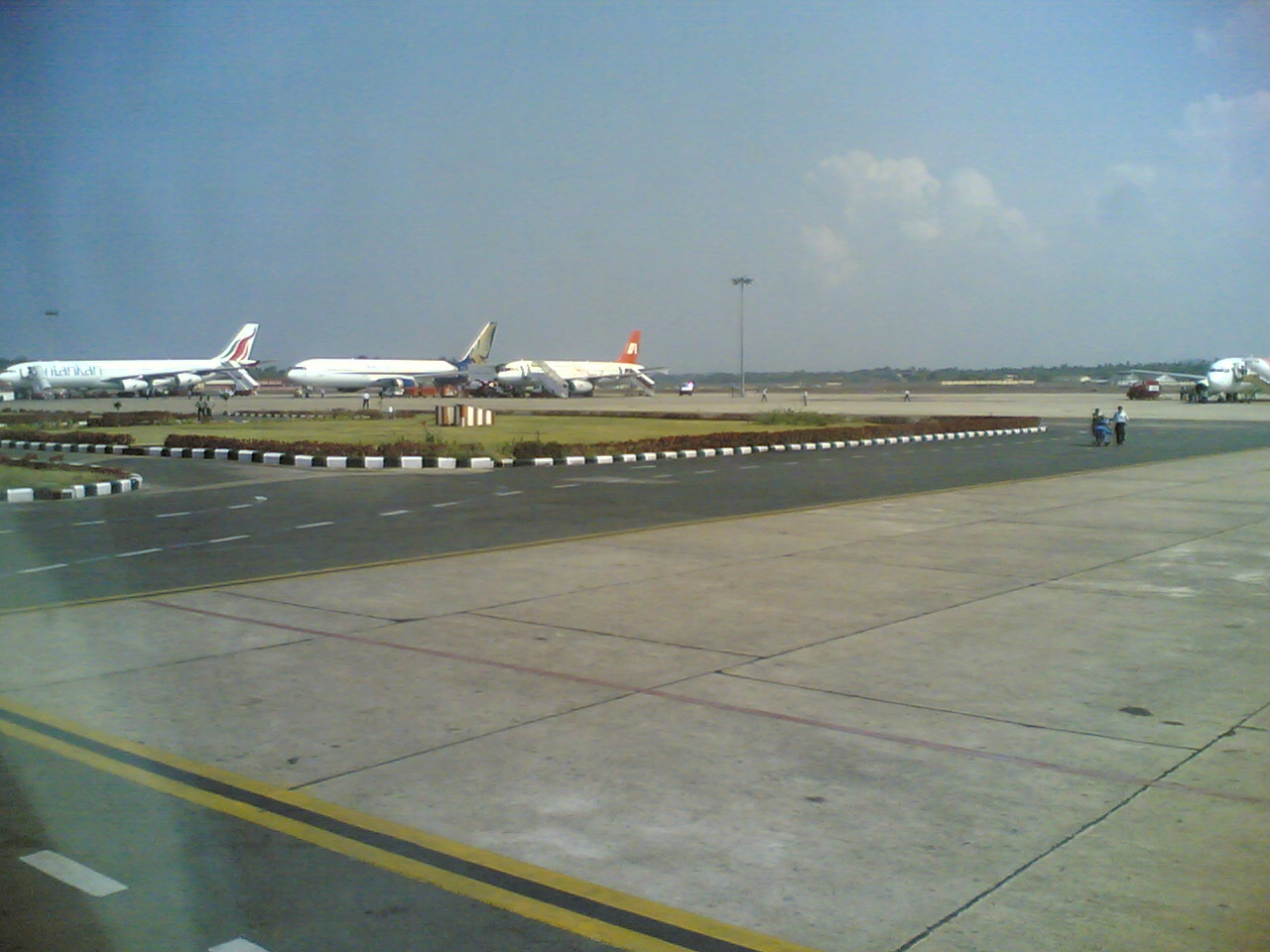
аэродром

Руководит проектом Airports Authority of India (AAI). Предполагается, что проект даст толчок к развитию города и таких его отраслей экономики как IT и туризм. Площадь планируемого трёхэтажного терминала составит 20,000 кв. м. Терминал сможет обслуживать самолёты типа Boeing-747. Планируется также развитие наземной инфраструктуры, подъездных дорог и моста.

## Авиакомпании и назначения

### Внутренние

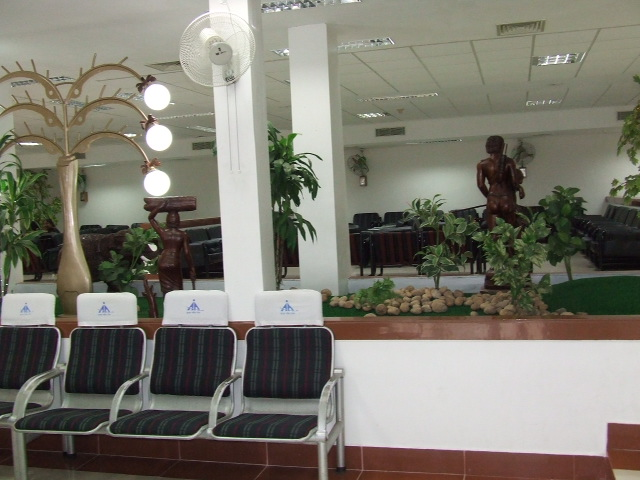
Внутренний терминал Международного аэропорта Тривандрам

- Air India (Калькутта, Ченнай, Кочин, Мумбаи)
  - Air India Express (Калькутта, Кочин, Мумбаи)
  - Indian Airlines (Ченнай, Кочин, Дели, Мумбаи, Тричи)
- Jet Airways (Бангалор, Ченнай, Мумбаи)
- Kingfisher Airlines (Бангалор, Калькутта, Ченнай, Кочин, Гоа, Мангалор)
- Paramount Airways (Ченнай, Гоа, Хайдарабад)

### Международные
- Air Arabia (Шарджа)
- Air India (Даммам, Джедда, Кувейт, Рияд)
  - Air India Express (Абу-Даби, Бахрейн, Дох, Дубай, Маскат, Шарджа)
  - Indian Airlines (Мале, Шарджа)
- Emirates (Дубай)
- Etihad Airways (Абу-Даби)
- First Choice Airways (Лондон-Гатвик) [сезонный]
- Gulf Air (Бахрейн)
- Jet Airways (Маскат)
- Kuwait Airways (Кувейт)
- Island Aviation Services (Мале)
- Monarch Airlines (Лондон-Гатвик) [сезонный]
- MyTravel Airways (Лондон-Гатвик) [сезонный]
- Oman Air (Маскат)
- Qatar Airways (Доха)
- Singapore Airlines (Сингапур)
- Srilankan Airlines (Коломбо)
- Thomas Cook Airlines (Лондон-Гатвик) [сезонный]

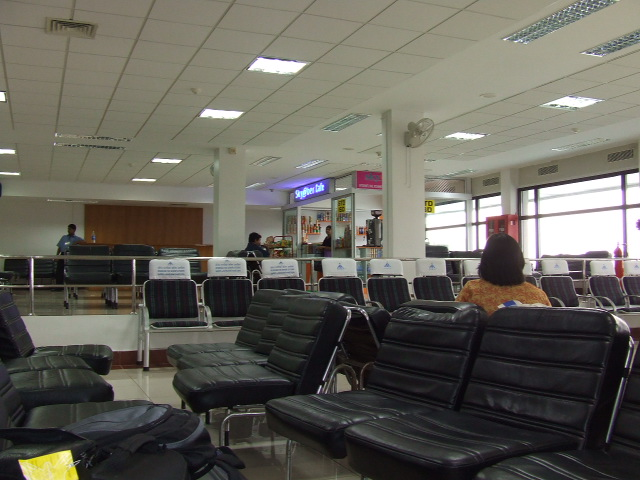
Внутренний терминал